# Leo Pavlík
Leo Pavlík (* 14. listopadu 1947) je bývalý český automobilový závodník. Pavlík je považován za legendu české rallye[kým?], spojenou s JZD Slušovice, továrním týmem Audi Sport (který testoval právě ve Slušovicích) či obecně vzato za jeho úspěchy (5x mistr Československa). Pavlík byl původně lyžařem, dnes dělá kouče na lyže i pro motorsport.

## Biografie
Jeho závodní kariéra trvala od roku 1969 do roku 1989. Původně byl ale Pavlík lyžařem.
Oldřich Gottfried byl jeho spolujezdcem v letech 1976 až 1978, Bořivoj Motl v letech 1978 až 1980, František Šimek v letech 1981 až 1984 a Karel Jirátko v letech 1985 až 1989.
V letech 1979 až 1983 získal několik vítězství s vozem Renault 5 Alpine (ke kterému mu díky kontaktům z doby kdy sám závodil s Renaultem dopomohl Vladimír Hubáček), od roku 1985 do roku 1989 pak byl a je věrný Audi. S Jirátkem absolvoval jako předjezdec Historickou Barum rally v roce 2012, za volantem Audi Sport Quattro. Rally jel poprvé od roku 1989.
Přes 40 let udržuje přátelství s německým závodníkem Walterem Röhrlem.

## Vítězství

### MČSSR
| #  | Rallye                       | Rok  | Vůz                | Navigátor         | Šampionát     |
| -- | ---------------------------- | ---- | ------------------ | ----------------- | ------------- |
| 1  | 13. Rallye Šumava            | 1978 | Škoda 130 RS       | Oldřich Gottfried | MČSSR v Rally |
| 2  | 8. Rallye Český Krumlov      | 1978 | Škoda 130 RS       | Oldřich Gottfried | MČSSR v Rally |
| 3  | 9. Rallye Český Krumlov      | 1979 | Renault 5 Alpine   | Bořivoj Motl      | MČSSR v Rally |
| 4  | 4. Rallye Tríbeč             | 1979 | Renault 5 Alpine   | Oldřich Gottfried | MČSSR v Rally |
| 5  | 11. Rallye Sigma             | 1979 | Renault 5 Alpine   | Oldřich Gottfried | MČSSR v Rally |
| 6  | 10. Rallye Český Krumlov     | 1980 | Renault 5 Alpine   | Bořivoj Motl      | MČSSR v Rally |
| 7  | 11. Rallye Košice            | 1980 | Renault 5 Alpine   | Bořivoj Motl      | MČSSR v Rally |
| 8  | 16. Rallye Šumava            | 1981 | Renault 5 Alpine   | František Šimek   | MČSSR v Rally |
| 9  | 8. Rallye Sklounion Teplice  | 1981 | Renault 5 Alpine   | František Šimek   | MČSSR v Rally |
| 10 | 17. Rallye Šumava            | 1982 | Renault 5 Alpine   | František Šimek   | MČSSR v Rally |
| 11 | 14. Rallye Sigma             | 1982 | Renault 5 Alpine   | František Šimek   | MČSSR v Rally |
| 12 | 10. Rallye Sklounion Teplice | 1983 | Renault 5 Alpine   | František Šimek   | MČSSR v Rally |
| 13 | 17. Rallye Příbram           | 1985 | Audi Quattro A2    | Karel Jirátko     | MČSSR v Rally |
| 14 | 16. Rally Košice             | 1986 | Audi Quattro A2    | Karel Jirátko     | MČSSR v Rally |
| 15 | 8. Rally Příbram             | 1986 | Audi Quattro A2    | Karel Jirátko     | MČSSR v Rally |
| 16 | 10. Rallye Sklounion Teplice | 1988 | Audi Coupé Quattro | Karel Jirátko     | MČSSR v Rally |
| 17 | 18. Barum Rally*             | 1988 | Audi Coupé Quattro | Karel Jirátko     | MČSSR v Rally |
| 18 | 10. Rally Košice             | 1988 | Audi Coupé Quattro | Karel Jirátko     | MČSSR v Rally |
| 19 | 14. Rallye Valašská Zima*    | 1989 | Audi Coupé Quattro | Karel Jirátko     | MČSSR v Rally |
| 20 | 17. Rallye Český Krumlov     | 1989 | Audi Coupé Quattro | Karel Jirátko     | MČSSR v Rally |
| 21 | 24. Rallye Šumava            | 1989 | Audi Coupé Quattro | Karel Jirátko     | MČSSR v Rally |
| 22 | 19. Barum Rally*             | 1989 | Audi Coupé Quattro | Karel Jirátko     | MČSSR v Rally |
| 23 | 11. Rally Příbram            | 1989 | Audi Coupé Quattro | Karel Jirátko     | MČSSR v Rally |

- Pavlík byl vítězem pouze v rámci šampionátu MČSSR.

### Pohár Míru a Přátelství
| # | Rallye                                        | Rok  | Vůz              | Navigátor       | Šampionát             |
| - | --------------------------------------------- | ---- | ---------------- | --------------- | --------------------- |
| 1 | 25. Rallye Sachsenring                        | 1981 | Renault 5 Alpine | František Šimek | PMaP                  |
| 2 | 13. Rally Albena - Zlatni Piassatzi - Sliven* | 1982 | Renault 5 Alpine | František Šimek | PMaP                  |
| 3 | 17. Danube Rallye                             | 1982 | Renault 5 Alpine | František Šimek | ERC, PMaP             |
| 4 | 14. Int. Rally Tatry*                         | 1982 | Renault 5 Alpine | František Šimek | ERC, PMaP, Alpe Adria |
| 5 | 25. Rallye Wartburg                           | 1982 | Renault 5 Alpine | František Šimek | PMaP, DDR             |

- Pavlík byl vítězem pouze v rámci šampionátu PMaP.

### ERC
| # | Rallye            | Rok  | Vůz              | Navigátor       | Šampionát    |
| - | ----------------- | ---- | ---------------- | --------------- | ------------ |
| 1 | 17. Danube Rallye | 1982 | Renault 5 Alpine | František Šimek | ERC, PMaP    |
| 2 | 8. Barum rally    | 1986 | Audi Quattro A2  | Karel Jirátko   | ERC, Mitropa |